# Gymnastes (Paragymnastes) nigripes
Gymnastes (Paragymnastes) nigripes is een tweevleugelige uit de familie steltmuggen (Limoniidae). De soort komt voor in het Australaziatisch gebied.